# Дорошенко, Наталья Егоровна
Наталья Егоровна Дорошенко (24 июля 1927, с. Барашки, Усть-Каменогорский уезд — 8 января 1995, Судак) — советская колхозница. Герой Социалистического Труда (1948).

## Биография
Родилась 24 июля 1927 года в селе Барашки Усть-Каменогорского уезда Семипалатинской губернии Казахской АССР (ныне - Шемонаихинский район Восточно-Казахстанской области Казахстана) в крестьянской семье.
В 1942 году начала работать в свекловодческом совхозе имени Фрунзе в Кантском районе Фрунзенской области Киргизской ССР. В дальнейшем возглавляла комсомольско-молодёжное звено. В 1947 году оно собрало с площади в 2 гектара сахарную свёклу с урожайностью 860 центнеров.
8 мая 1948 года Указом Президиума Верховного Совета СССР за получение высоких урожаев сахарной свёклы в 1947 году удостоена звания Героя Социалистического Труда с вручением ордена Ленина и золотой медали «Серп и Молот».
В следующие годы звено Дорошенко продолжало собирать высокие урожаи.
В 1989 году вышла на пенсию, став персональным пенсионером союзного значения, и переехала в город Судак Крымской области.
Была награждена медалями.
Умерла 8 января 1995 года.